# Harbin Z-19
L'Harbin Z-19 Hei Xuan Feng, chiamato anche WZ-19, è un elicottero cinese da ricognizione ed attacco sviluppato da Harbin Aircraft Manufacturing Corporation (HAMC) per l'Esercito Popolare di Liberazione. Viene costruito utilizzando componenti dell'Harbin Z-9, versione costruita su licenza dell'Eurocopter Dauphin.

## Progettazione e sviluppo
Il Z-19 è una versione aggiornata e modificata dell'Harbin Z-9W (simile allo sviluppo del Bell AH-1 Cobra dall'UH-1 Huey). Si tratta di un elicottero a due posti in tandem che ha in comune molti componenti con lo Z-9, versione costruita su licenza dell'Eurocopter AS365 Dauphin.
Il Z-19 è dotato, come l'elicottero da cui deriva, di un rotore incassato nella coda chiamato Fenestron (finestrone), che comporta una minore resistenza aerodinamica ed un minore inquinamento acustico.

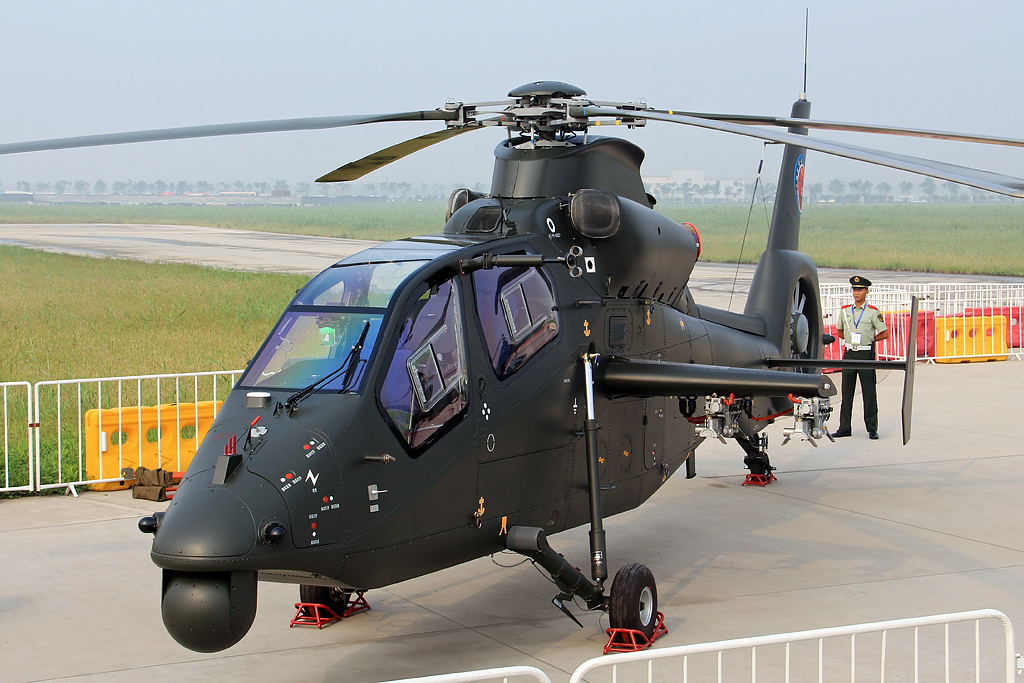
Uno Z-9 in mostra statica al China Helicopter Expo del 2013

## Versioni

### Z-19E
Versione per l'esportazione che ha compiuto il primo volo il 15 maggio 2017. Rispetto al tipo base, questa versione dispone di un armamento più vario e più consistente che comprende anche un cannone da 23 mm, oltre ai già citati missili anticarro e missili aria-aria. Essa, inoltre, dispone anche di blindatura in materiale composito nell'area dell'abitacolo ed è stata sottoposta a trattamenti per la riduzione della traccia radar.

## Utilizzatori
Cina
- Zhongguo Renmin Jiefangjun Lujun

80 esemplari in servizio.

## Elicotteri comparabili
- AgustaWestland AW129 Mangusta
- HAL Light Combat Helicopter
- Kawasaki OH-1 Ninja